# Martín Rivas (série télévisée)
Pour le joueur de football, voir Martín Rivas.
Martín Rivas, est une telenovela chilienne diffusée en 2010 par TVN.

## Distribution

### Principaux
- Diego Muñoz : Martín Rivas
- María Gracia Omegna : Leonor Encina
- Álvaro Gómez : Clemente Valencia (Antagoniste principaux)
- Amparo Noguera : Engracia Nuñez (Antagoniste)
- Mauricio Pesutic : Dámaso Encina
- Ignacia Baeza : Matilde Elías
- Pablo Cerda : Rafael San Luis
- Paz Bascuñán : Mercedes Rivas (Antagoniste)
- Álvaro Espinoza : Agustín Encina
- Berta Lasala : Clara San Luis
- Alejandro Trejo : Fidel Elías
- Josefina Velasco : Francisca Encina
- Delfina Guzmán : Candelaria Urbina
- Luis Alarcón : Pedro San Luis
- Solange Lackington : Bernarda Cordero
- Adela Secall : Edelmira Molina
- Andrés Reyes : Amador Molina (Antagoniste)
- Alejandra Vega : Adelaida Molina
- Héctor Morales : Capitán Ricardo Castaños (Antagoniste)
- Emilio Edwards : Hans Schultz
- Carolina Arredondo : Lidia Fuentes
- Andrea Elitit : Peta Gómez
- Mireya Moreno : Etelvina Péres
- Roberto Prieto Vega : Eusebio Cerda

### Participations spéciales
- Nicolás Poblete : Emilio Mendoza
- Sebastián Layseca : Mariano Lobos (Antagoniste)
- Ernesto Gutiérrez : Ami de Amador
- Óscar Hernández : Arzobispo de Santiago (Antagoniste)
- Hugo Vásquez : Colonel Valdenegro
- Francisco González : Docteur de Clemente

### Sources
- (es) Cet article est partiellement ou en totalité issu de l’article de Wikipédia en espagnol intitulé « Martín Rivas (telenovela de 2010) » (voir la liste des auteurs).